# Alois Bissig
Alois Bissig (* 1956 in Wolfenschiessen) ist ein Schweizer Rechtsanwalt und Politiker (CVP). Von 2010 bis 2014 war er Regierungsrat des Kantons Nidwalden. Er leitete die Justiz- und Sicherheitsdirektion und stellvertretend die Volkswirtschaftsdirektion und war im Amtsjahr 2013/2014 Landesstatthalter des Kantons Nidwalden.
Bissig war sechs Jahre Sekretär und Gerichtsschreiber am Bundesgericht und ab 1989 Nidwaldner Verhörrichter. Ausserdem präsidierte er die römisch-katholische Landeskirche Nidwalden.
Alois Bissig ist verheiratet, hat zwei Kinder und wohnt in Ennetbürgen.